# Sukkertoppen (Horsens Kommune)
 Der er flere lokaliteter med dette navn, se Sukkertoppen (flertydig).
Sukkertoppen er en bakke på 108 moh. ved Gudenåen, mellem Voervadsbro og Mossø, lidt vest for Klostermølle. Navnet har højdepunktet fået efter formen og det sukkerlignende kvartssand det består af.
56°02′19″N 9°40′36″Ø / 56.0385°N 9.6766°Ø